# Klooster Fenek

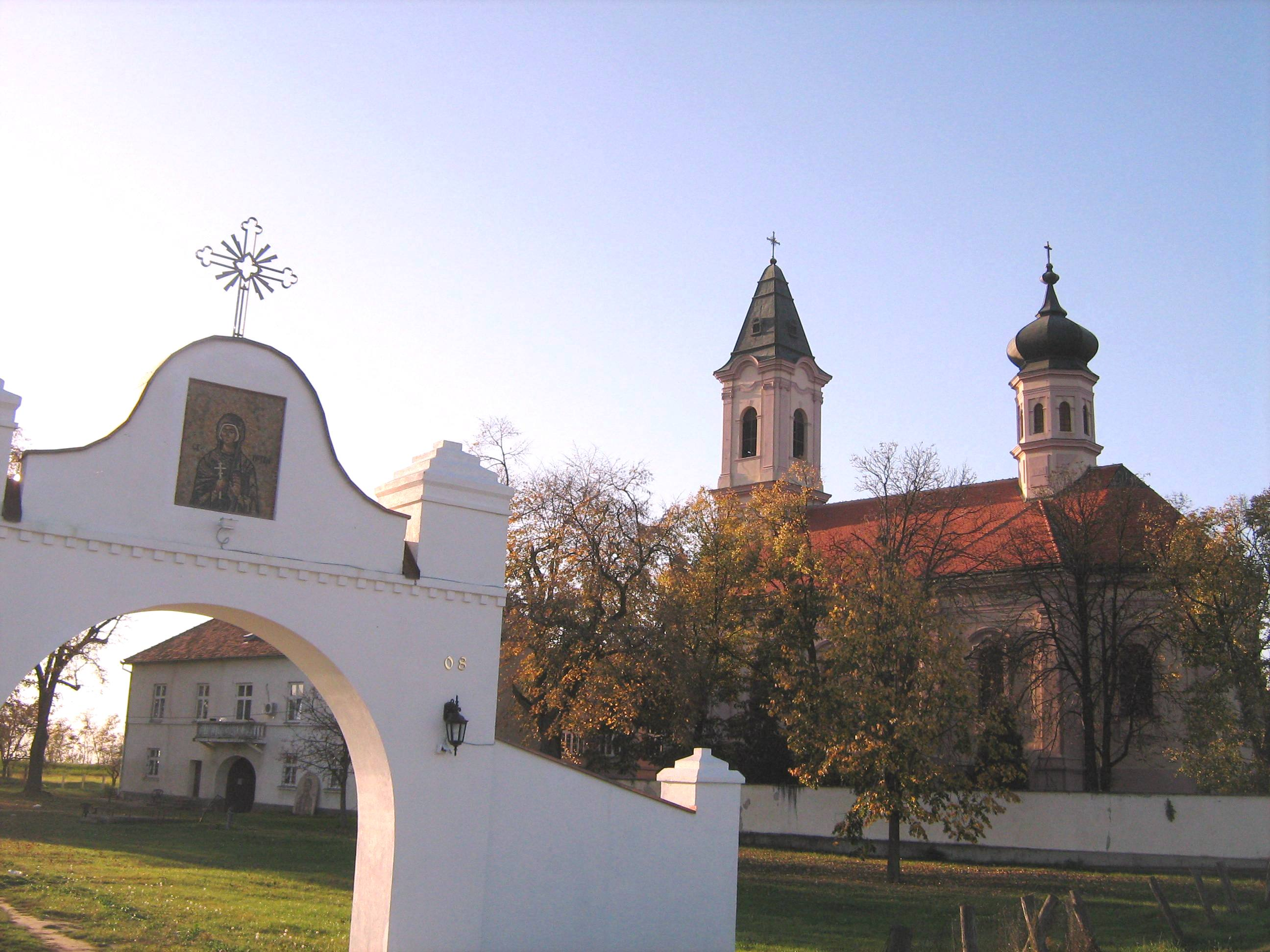
Klooster Fenek

Het Klooster Fenek (Servisch: Манастир Фенек, Manastir Fenek) is een Servisch-orthodox klooster gelegen in de Syrmië regio in de noordelijke Servische autonome provincie Vojvodina. Het ligt in de gemeente Surčin. Volgens traditie werd het gesticht door de heilige Stefan Štiljanović en Angelina Branković in de tweede helft van de 15de eeuw. De vroegste historische vermeldingen van het klooster dateren uit 1563.